# Ocotea barbatula
Ocotea barbatula är en lagerväxtart som beskrevs av C.L. Lundell. Ocotea barbatula ingår i släktet Ocotea och familjen lagerväxter. Inga underarter finns listade i Catalogue of Life.